# Coppa Libertadores 1983
La Coppa Libertadores 1983 fu vinta dal Grêmio che sconfisse in finale il C.A. Peñarol.

## Primo turno

### Gruppo 1
| Argentina Cile          | Argentina Cile | Argentina Cile | Argentina Cile | Argentina Cile | Argentina Cile | Argentina Cile | Argentina Cile | Argentina Cile |
| Squadra                 | G              | V              | N              | P              | GF             | GS             | DR             | Pti            |
| ----------------------- | -------------- | -------------- | -------------- | -------------- | -------------- | -------------- | -------------- | -------------- |
| Estudiantes de La Plata | 6              | 3              | 1              | 2              | 8              | 6              | 2              | 7              |
| Cobreloa                | 6              | 3              | 0              | 3              | 8              | 6              | 2              | 6              |
| Colo-Colo               | 6              | 3              | 0              | 3              | 5              | 8              | -3             | 6              |
| Ferro Carril Oeste      | 6              | 2              | 1              | 3              | 4              | 5              | -1             | 5              |

### Gruppo 2
| Brasile Bolivia              | Brasile Bolivia | Brasile Bolivia | Brasile Bolivia | Brasile Bolivia | Brasile Bolivia | Brasile Bolivia | Brasile Bolivia | Brasile Bolivia |
| Squadra                      | G               | V               | N               | P               | GF              | GS              | DR              | Pti             |
| ---------------------------- | --------------- | --------------- | --------------- | --------------- | --------------- | --------------- | --------------- | --------------- |
| Grêmio                       | 6               | 5               | 1               | 0               | 13              | 4               | 9               | 11              |
| Clube de Regatas do Flamengo | 6               | 2               | 2               | 2               | 15              | 10              | 5               | 6               |
| Club Bolívar                 | 6               | 2               | 0               | 4               | 13              | 14              | -1              | 4               |
| Club Blooming                | 6               | 1               | 4               | 4               | 4               | 17              | -13             | 3               |

### Gruppo 3
| Colombia Perù   | Colombia Perù | Colombia Perù | Colombia Perù | Colombia Perù | Colombia Perù | Colombia Perù | Colombia Perù | Colombia Perù |
| Squadra         | G             | V             | N             | P             | GF            | GS            | DR            | Pti           |
| --------------- | ------------- | ------------- | ------------- | ------------- | ------------- | ------------- | ------------- | ------------- |
| América de Cali | 6             | 4             | 2             | 0             | 10            | 3             | 7             | 10            |
| Deportes Tolima | 6             | 1             | 4             | 1             | 5             | 6             | -1            | 6             |
| Universitario   | 6             | 0             | 4             | 2             | 5             | 8             | -3            | 4             |
| Alianza Lima    | 6             | 1             | 2             | 3             | 3             | 6             | -3            | 4             |

### Gruppo 4
| Venezuela Ecuador       | Venezuela Ecuador | Venezuela Ecuador | Venezuela Ecuador | Venezuela Ecuador | Venezuela Ecuador | Venezuela Ecuador | Venezuela Ecuador | Venezuela Ecuador |
| Squadra                 | G                 | V                 | N                 | P                 | GF                | GS                | DR                | Pti               |
| ----------------------- | ----------------- | ----------------- | ----------------- | ----------------- | ----------------- | ----------------- | ----------------- | ----------------- |
| Atlético San Cristóbal  | 6                 | 3                 | 2                 | 1                 | 8                 | 4                 | 4                 | 8                 |
| EL Nacional             | 6                 | 3                 | 1                 | 2                 | 7                 | 4                 | 3                 | 7                 |
| Barcelona Sporting Club | 6                 | 1                 | 2                 | 3                 | 7                 | 9                 | -2                | 4                 |
| Deportivo Táchira       | 6                 | 0                 | 3                 | 3                 | 1                 | 6                 | -5                | 3                 |

### Gruppo 5
| Uruguay Paraguay          | Uruguay Paraguay | Uruguay Paraguay | Uruguay Paraguay | Uruguay Paraguay | Uruguay Paraguay | Uruguay Paraguay | Uruguay Paraguay | Uruguay Paraguay |
| Squadra                   | G                | V                | N                | P                | GF               | GS               | DR               | Pti              |
| ------------------------- | ---------------- | ---------------- | ---------------- | ---------------- | ---------------- | ---------------- | ---------------- | ---------------- |
| Club Nacional de Football | 6                | 4                | 1                | 1                | 12               | 4                | 8                | 9                |
| Montevideo Wanderers F.C. | 6                | 3                | 3                | 0                | 9                | 5                | 4                | 9                |
| Club Nacional de Paraguay | 6                | 1                | 2                | 3                | 6                | 12               | -6               | 4                |
| Club Olimpia              | 6                | 0                | 2                | 4                | 3                | 9                | -6               | 2                |

Spareggio primo posto
|                |     |                      |      |            |
| 26 maggio 1983 |     |                      |      |            |
| Nacional       | 2–1 | Montevideo Wanderers | ---- | Montevideo |

## Semifinali

### Gruppo 1
| Squadra                 | G | V | N | P | GF | GS | DR | Pti |
| ----------------------- | - | - | - | - | -- | -- | -- | --- |
| Grêmio                  | 4 | 2 | 1 | 1 | 7  | 6  | 1  | 5   |
| Estudiantes de La Plata | 4 | 1 | 2 | 1 | 6  | 5  | 1  | 4   |
| América de Cali         | 4 | 1 | 1 | 2 | 2  | 4  | -2 | 3   |

| 21 giugno 1983          |     |                         |      |              |
| Grêmio                  | 2–1 | Estudiantes de La Plata | ---- | Porto Alegre |
| 24 giugno 1983          |     |                         |      |              |
| América de Cali         | 1–0 | Grêmio                  | ---- | Cali         |
| 1º luglio 1983          |     |                         |      |              |
| Estudiantes de La Plata | 2–0 | América de Cali         | ---- | La Plata     |
| 6 luglio 1983           |     |                         |      |              |
| Grêmio                  | 2–1 | América de Cali         | ---- | Porto Alegre |
| 8 luglio 1983           |     |                         |      |              |
| Estudiantes de La Plata | 3–3 | Grêmio                  | ---- | La Plata     |
| 15 luglio 1983          |     |                         |      |              |
| América de Cali         | 0–0 | Estudiantes de La Plata | ---- | Cali         |

### Gruppo 2
| Squadra                | G | V | N | P | GF | GS | DR | Pti |
| ---------------------- | - | - | - | - | -- | -- | -- | --- |
| Peñarol                | 4 | 3 | 1 | 0 | 5  | 1  | 4  | 7   |
| Nacional               | 4 | 2 | 0 | 2 | 8  | 6  | 2  | 4   |
| Atlético San Cristóbal | 4 | 0 | 1 | 3 | 2  | 8  | -6 | 1   |

| 18 giugno 1983         |     |                        |      |               |
| Atlético San Cristóbal | 0–0 | Peñarol                | ---- | San Cristóbal |
| 26 giugno 1983         |     |                        |      |               |
| Atlético San Cristóbal | 1–2 | Nacional               | ---- | San Cristóbal |
| 5 luglio 1983          |     |                        |      |               |
| Peñarol                | 2–0 | Nacional               | ---- | Montevideo    |
| 8 luglio 1983          |     |                        |      |               |
| Nacional               | 5–1 | Atlético San Cristóbal | ---- | Montevideo    |
| 13 luglio 1983         |     |                        |      |               |
| Peñarol                | 1–0 | Atlético San Cristóbal | ---- | Montevideo    |
| 15 luglio 1983         |     |                        |      |               |
| Nacional               | 1–2 | Peñarol                | ---- | Montevideo    |

## Finale
|         | Data           | Stadio                         | Squadra in casa | Gol          | Ris.  | Gol    | Squadra in trasferta |
| ------- | -------------- | ------------------------------ | --------------- | ------------ | ----- | ------ | -------------------- |
| Andata  | 22 luglio 1983 | Estadio Centenario, Montevideo | Peñarol         | Morena       | 1 - 1 | Tita   | Grêmio               |
| Ritorno | 28 luglio 1983 | Estádio Olímpico, Porto Alegre | Grêmio          | Caio e César | 2 - 1 | Morena | Peñarol              |